# 왕립학회의 철학적 거래

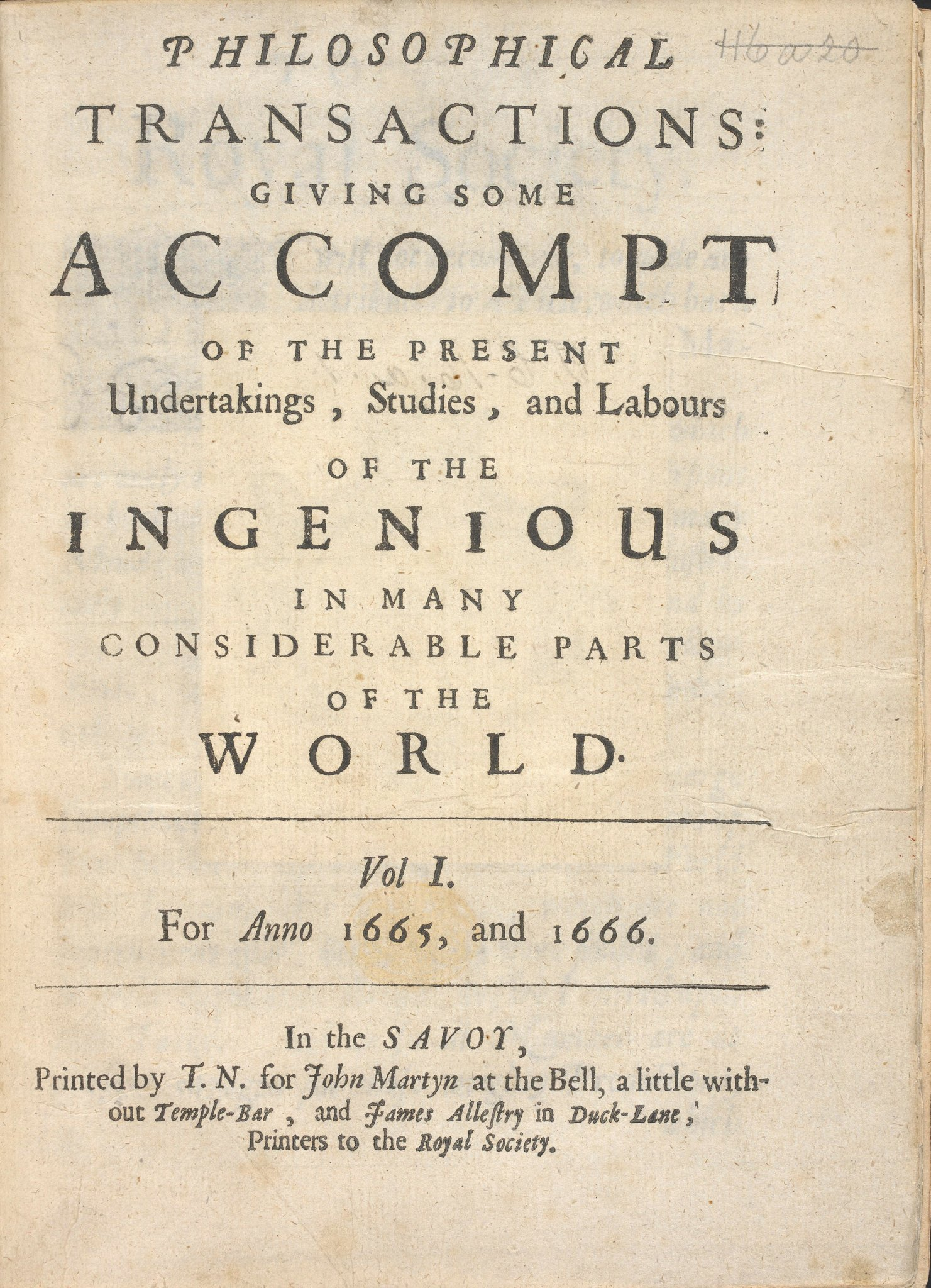

왕립학회 철학회보(Philosophical Transactions of the Royal Society)는 왕립학회에서 발행하는 과학 학술지이다.

## 설명
초창기에는 왕립학회 비서의 개인적인 모험이었다. 이 책은 1665년에 설립되었고 세계 최초로 과학에만 전념하는 저널이 되었다. 따라서 세계에서 가장 오래 지속된 과학 저널이 되었다. 이 책은 1752년에 공식적인 학회 출판물이 되었다. 제목에서 철학적이라는 단어를 사용하는 것은 자연철학을 의미하는데 이것은 지금 일반적으로 과학이라고 불리는 것과 같은 것이었다. 1887년에 이 학술지는 두 개의 별개의 출판물로 확장되었고 하나는 물리학(왕립학회 철학거래 A: 수학, 물리학 및 공학)을 제공하고 다른 하나는 생명과학(왕립학회 철학거래 B: 생물학)에 초점을 맞춘 출판물로 나뉘었다. 두 학술지는 현재 영국왕립학회의 과학회의에서 발표된 논문들로 인한 주제와 쟁점들을 출판하고 있다.

## 같이 보기
- 저널
- 과학